# Wersi
Wersi (Eigenschreibweise: WERSI, Silbenwort aus den Ortsnamen Werlau und Simmern) ist ein deutscher Hersteller elektronischer Orgeln.

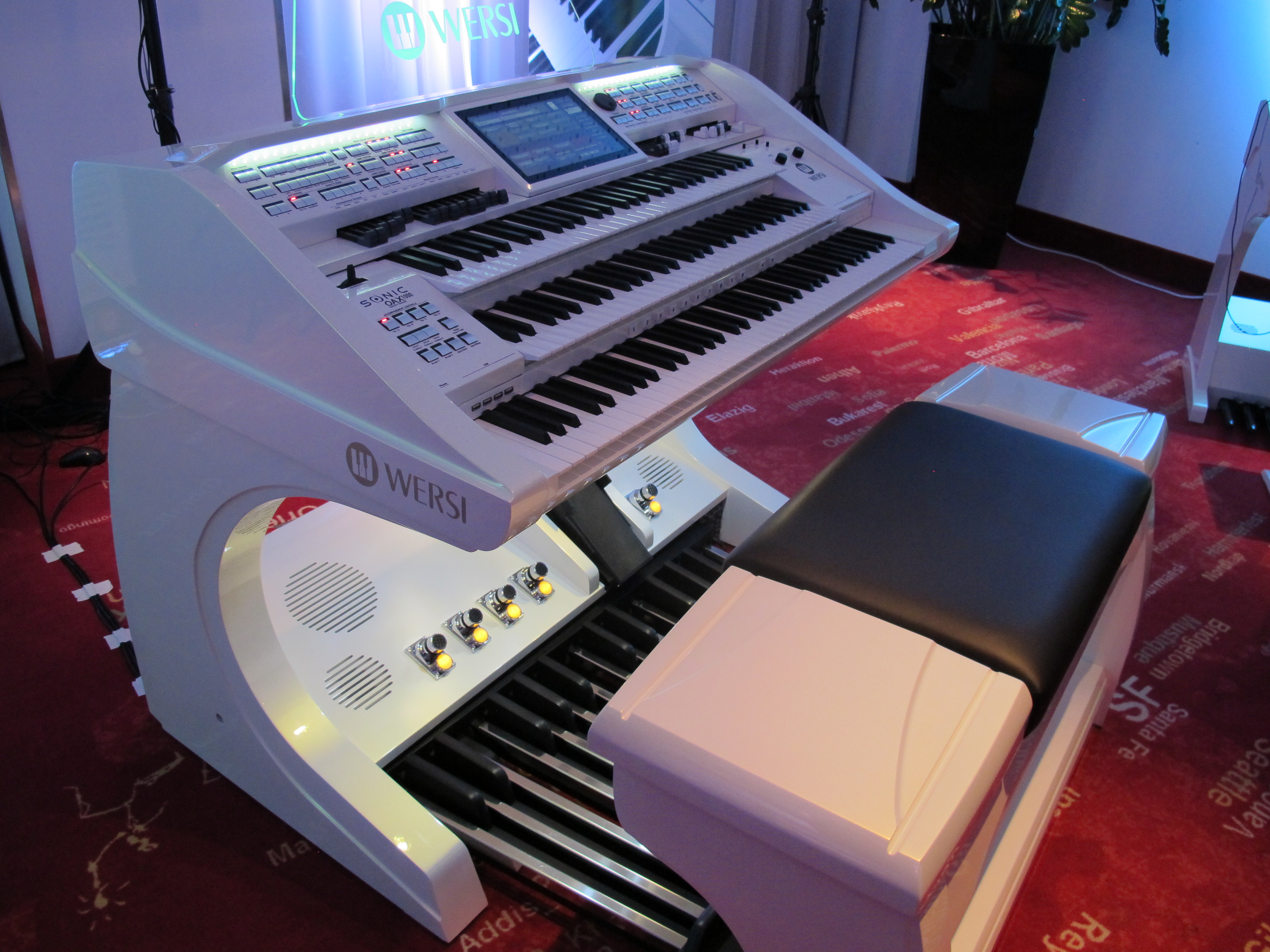
Wersi Sonic OAX1000 (ab 2015)

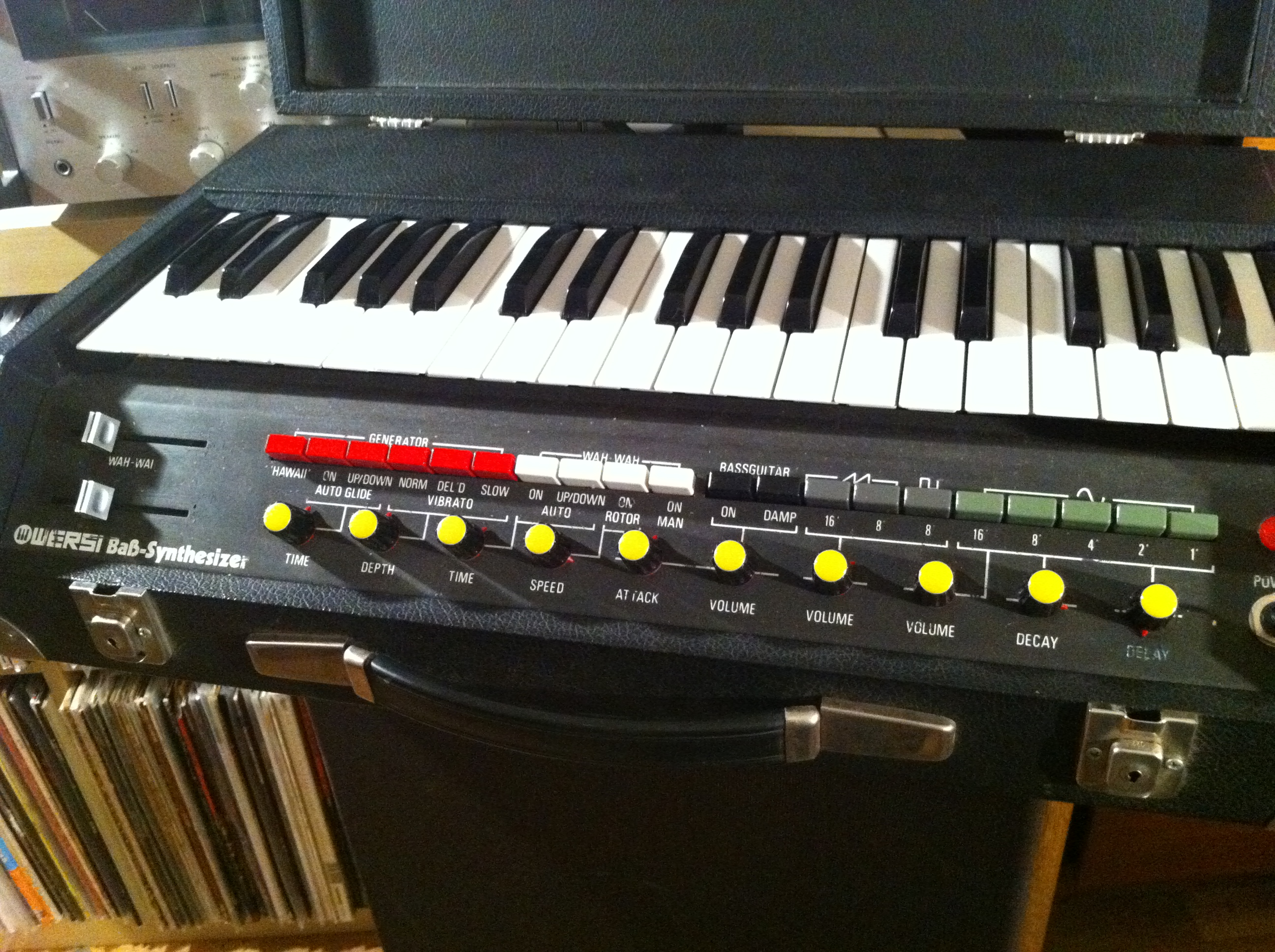
Wersi Bass Synthesizer

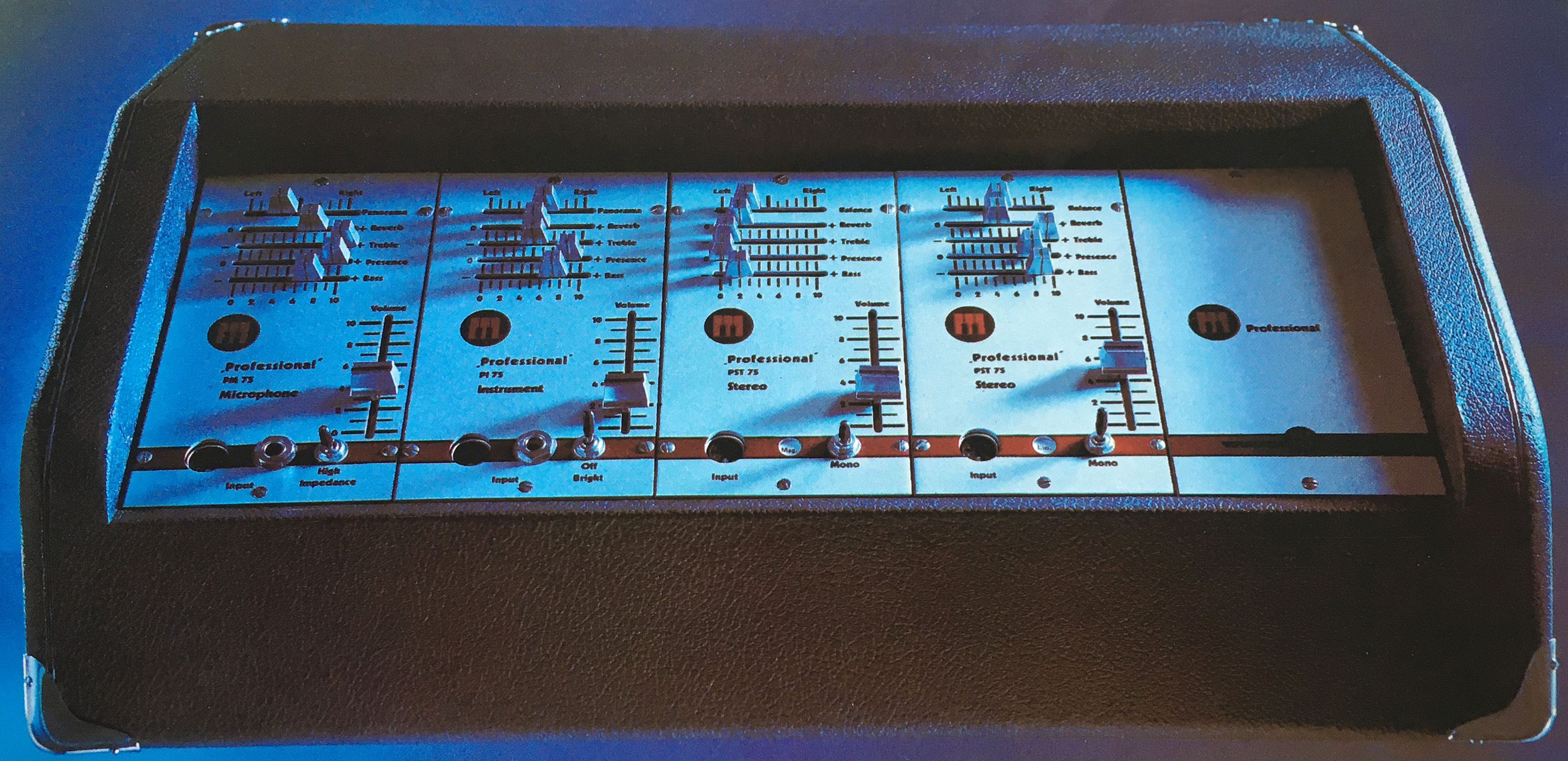
Wersi Mischpult

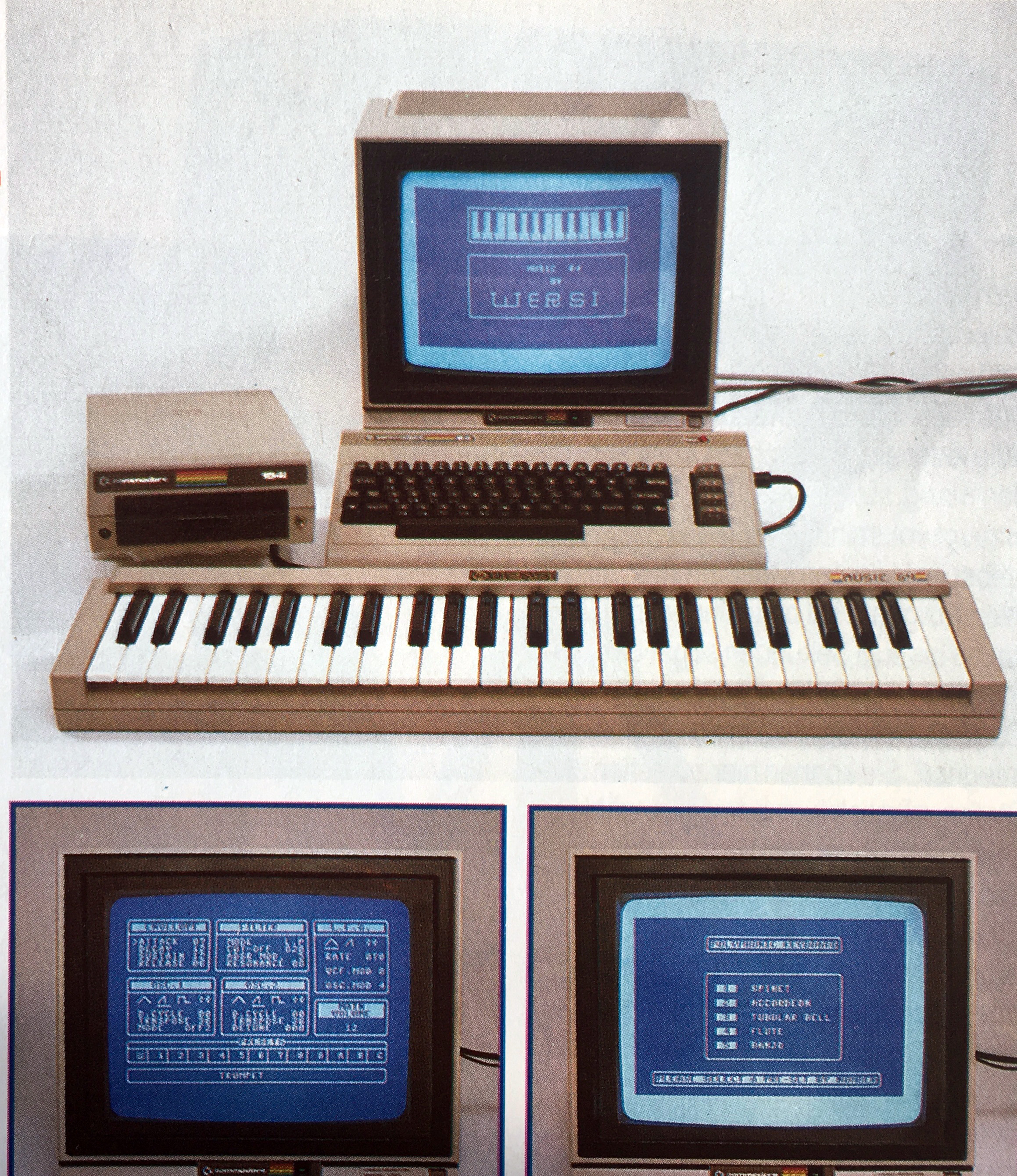
MIDI-System 64

Die 1969 in Simmern/Hunsrück gegründete WERSI-electronic bot analoge Orgeln als Fertigmodell und auch als Bausatz an. 2010 übernahm Music Store in Köln die Marke, den Vertrieb und die Entwicklung der heute computergesteuerten Orgeln. Der Produktionsstandort ist das eigenständige Unternehmen WERSI-Studio Hochrhein in Hohentengen.

## Geschichte
Die Gründer waren die Brüder Wilhelm-Erich und Reinhard Franz aus dem Rhein-Hunsrück-Kreis. Der Name Wersi setzt sich aus den Anfangsbuchstaben von deren Geburtsort Werlau und denen der Kreisstadt Simmern zusammen.
Die große Anzahl der elektronischen und mechanischen Bauteile erforderte seinerzeit umfangreiche Handarbeit, sodass die fabrikgefertigten Produkte für die meisten Musiker unerschwinglich waren. Daher griff ein großer Teil der Kundschaft auf die Bausätze zurück. Durch den Selbstbau, dessen Idee vom damaligen Konkurrenten Dr.-Böhm-Orgelbau übernommen worden war, wurden größere E-Orgeln von Wersi erstmals für viele Bands und Hobbymusiker interessant. Darüber hinaus bot der Bau einer Wersi-Orgel so manchem Bastler die Möglichkeit eines Zusatzeinkommens. Es gab eine Vielzahl von Bausätzen Später wurden nur noch einsatzbereite, spielfertige Orgeln verkauft.
Marktverdrängung
In den 1980er Jahren etablierte sich durch die neuen Möglichkeiten der digitalen Klangerzeugung das heute gebräuchliche Keyboard. Das Digitalpiano wurde in den 1990er Jahren populär, nachdem bereits Mitte der 1980er Jahre die ersten Keyboards für Laien im niedrigen Preissegment auf den Markt gebracht worden waren. Nun geriet die E-Orgel mit dem sperrigen Fußpedal ins Abseits. Das Keyboard ohne Pedal lief ihm den Rang ab. Zudem waren die in Japan gefertigten Instrumente wesentlich günstiger.
Nach der Insolvenz des Unternehmens im Jahr 2010 erwarb Music Store in Köln die Markenrechte und die Restbestände, „wollte aber selbst nicht produzieren“. Der ehemalige Standort in Halsenbach wurde aufgegeben.

### Wersi-Studio Hochrhein
Karlheinz Hack aus dem südlichen Baden-Württemberg, erfahren in der Fertigung mit Bausätzen, „übernahm drei Garagen voll an Material und fing in seiner Heimat am Hochrhein an. […] Er hat die Firma neu aufgestellt. Wo früher 18 Leute in der Produktion arbeiteten, schaffen heute vier im Wersi-Studio Hochrhein. […] Zwei bis drei Stück stellen sie in der Woche her.“ Verschiedene Bestandteile werden zugeliefert. Von der Firmenmutter Music Store stammt die Software.   
Das Wersi-Studio Hochrhein in Hohentengen führte die Produktion der Orgeln der OAS-Serien ab 2010 fort und übernahm ab 2015 auch die Produktion von deren Nachfolger, der OAX-Serie.
Partnerunternehmen
Partner des Studio Hochrhein sind die Orgelschulen Christa Gadient in Zürich und Mäggi Cantieni in Chur.
Im Oktober 2018 wurde die Verkaufsniederlassung Leipzig mit OpenArt-Showroom und der Orgelschule Gottfried Silbermann für den Bedarf in Ostdeutschland mit einem Konzert der Organistin Claudia Hirschfeld eröffnet.

## Modellreihen

### Ältere Instrumente der OAS-Serie
Die letzten von Wersi in Halsenbach hergestellten Orgeln waren die Modelle der OAS-Serie (OpenArt-Systems) mit den Bezeichnungen Apollo, Abacus, Ikarus, Xenios, Verona, Scala, Louvre, Gigapiano und Expander. Die Tonerzeugung erfolgt bei diesen mittels verschiedener Methoden wie Sampling, Wavetable, Drawbars (OX7), Analog, FM, VST-Host für bis zu vier Instrumente, Video und MP3, voll digital, wodurch die jeweiligen Stärken der Klangerzeugung gleichzeitig zum Tragen kommen. Eingebaut sind weiterhin ein digitales Mehrkanal-Mischpult, ein Equalizer, ein Effektgerät sowie Klangfarben von Fremdherstellern.

### Aktuelle Instrumente der OAX-Serie
Die neueste Modellreihe ist die OAX-Serie (OpenArtXtended) mit dem Keyboard OAX1, den zweimanualigen Orgelmodellen OAX500, OAX600, OAX700, OAX800, OAX900 und der dreimanualigen PERGAMON OAX1000.
Das OAX-Konzept mit Soft- und Hardware wurde von Music Store in Köln entwickelt. Das OAX-Betriebssystem wird ständig weiterentwickelt und den Kunden dann als Software-Updates zur Verfügung gestellt.
Das Wersi-Studio Hochrhein hat die Gehäuseentwicklung und die Produktion übernommen.
Im Vergleich zum OAS-System wurde bei der OAX-Serie das Gehäusedesign nur moderat angepasst. Die eingesetzte Technik ist aber grundlegend geändert worden.
Bestimmte Vorgängermodelle der OAS-Serie (u. a. Verona, Scala, Louvre) können per Hardware-Update auf das neue OAX-System umgerüstet werden.

### Sonstige Modelle
Wersi stellte auch kompakte Keyboards her wie die Pegasus Wing und früher den Bass-Synthesizer AP-8. sowie eine MIDI-Tastatur für den C-64. Dazu gab es Lautsprechersysteme.

## Wersi-Musiker (Auswahl)
- Robert Bartha
- Claudia Hirschfeld
- Franz Lambert
- Margaret Mason[10]
- Curt Prina
- Lalo Schifrin (Mission Impossible)
- Jimmy Smith (The Cat Strikes Again)
- Mark Whale
- Klaus Wunderlich
- Ady Zehnpfennig